# Ironman 70.3 Weltmeisterschaft 2013
Die 8. Ironman-70.3-Weltmeisterschaft ist die im Jahr 2013 ganzjährig in verschiedenen Ländern ausgetragene Ironman-Triathlon-Rennserie der World Triathlon Corporation, bei der seit 2006 jährlich eine Weltmeisterschaft stattfindet.

## Organisation
Neben der Ironman-Rennserie über 3,8 km Schwimmen, 180 km Radfahren und 42,195 km Laufen besteht ein Ironman-70.3-Triathlon aus der Hälfte der klassischen Ironmandistanz. Bei einem Ironman-70.3-Rennen werden dementsprechend 1,9 km geschwommen (und somit leicht abweichend von der gebräuchlichen 2-km-Distanz der Mittelstrecke), 90 km auf dem Rad zurückgelegt und als Abschlussdisziplin ist die Halbmarathon-Strecke über 21,1 km laufend zu bewältigen. Aus der Gesamtdistanz von 113 km bzw. 70,3 Meilen leitet sich auch der Name ab.
Der für Anfang Juni geplante Ironman 70.3 Switzerland musste nach anhaltenden Regenfällen witterungsbedingt abgesagt werden.
Die Ironman 70.3 Weltmeisterschaft fand am 8. September 2013 in Las Vegas in den USA statt. Bei den Qualifikationsrennen auf der ganzen Welt konnte man sich, genau wie bei einem Ironman-Rennen, für die Ironman-70.3-Weltmeisterschaft qualifizieren.

## Siegerliste
| Datum         | Event                                                     | Sieger Frauen        | Sieger Männer          |
| ------------- | --------------------------------------------------------- | -------------------- | ---------------------- |
| 20. Jan. 2013 | Ironman 70.3 Auckland                                     | Annabel Luxford      | Christan Kemp          |
| 3. Feb. 2013  | Ironman 70.3 Panama                                       | Heather Wurtele      | Oscar Galíndez         |
| 17. März 2013 | Ironman 70.3 San Juan                                     | Helle Frederiksen    | Andrew Starykowicz     |
| 21. Apr. 2013 | Ironman 70.3 New Orleans                                  | Sheena Braulick      | Andreas Raelert        |
| 4. Mai 2013   | Ironman 70.3 St. George                                   | Meredith Kessler     | Brent McMahon          |
| 11. Mai 2013  | Ironman 70.3 Busselton                                    | Rachel Smith         | Brad Kahlefeldt        |
| 11. Mai 2013  | Ironman 70.3 Mallorca                                     | Lisa Hütthaler       | Eneko Llanos           |
| 19. Mai 2013  | Ironman 70.3 Florida                                      | Mary Beth Ellis      | Terenzo Bozzone        |
| 26. Mai 2013  | Ironman 70.3 Austria                                      | Lisa Hütthaler -2-   | Bart Aernouts          |
| 1. Juni 2013  | Ironman 70.3 Hawaii                                       | Belinda Granger      | Craig Alexander        |
| 2. Juni 2013  | Ironman 70.3 Raleigh                                      | Laura Bennett        | Greg Bennett           |
| 2. Juni 2013  | Ironman 70.3 Switzerland                                  | (abgebrochen)        | (abgebrochen)          |
| 8. Juni 2013  | Ironman 70.3 Boise                                        | Liz Lyles            | Bevan Docherty         |
| 9. Juni 2013  | Ironman 70.3 Italy                                        | Erika Csomor         | Horst Reichel          |
| 9. Juni 2013  | Ironman 70.3 Tokoname                                     | Ai Ueda              | James Hodge            |
| 16. Juni 2013 | Ironman 70.3 Berlin                                       | Bárbara Riveros Díaz | Michael Raelert        |
| 13. Juli 2013 | Ironman 70.3 Muncie                                       | Magali Tisseyre      | Andrew Starykowicz -2- |
| 1. Sep. 2013  | Ironman 70.3 Salzburg                                     | Eimear Mullan        | Gavin Noble            |
| 8. Sep. 2013  | Ironman 70.3 World Championships (Ironman 70.3 Las Vegas) | Melissa Hauschildt   | Sebastian Kienle       |
| 2. Nov. 2013  | Ironman 70.3 Taiwan                                       | Michelle Wu          | Fredrik Croneborg      |